# Limenitis boeotia
Limenitis boeotia är en fjärilsart som beskrevs av Felder 1867. Limenitis boeotia ingår i släktet Limenitis och familjen praktfjärilar. Inga underarter finns listade i Catalogue of Life.